# 九月虐殺

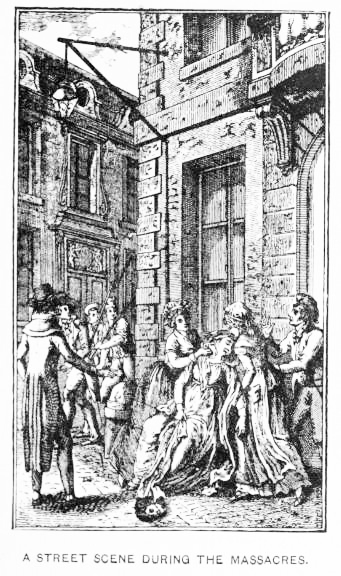

九月虐殺（くがつぎゃくさつ、仏: Massacres de Septembre）は、フランス革命において1792年9月2日から数日間にわたって行われたパリの監獄での虐殺。殺害された人数はパリで1300人、地方で150人といわれる。

## 虐殺発生の遠因
1792年8月11日、立法議会がパリ市のコミューンの圧力によりフランス国内全土の反革命容疑者の逮捕を許可し、8月17日にはこれらの犯罪者たちを裁く「特別刑事裁判所」の設置を承認した。こうしてパリの牢獄は反革命主義と看做された囚人で満員になった。8月26日にロンウィがプロイセン軍により攻略され、パリ侵攻への危機感が一挙に高まった。義勇兵の募集が行われたが、その一方で「牢獄に収監されている反革命主義者たちが義勇兵の出兵後にパリに残った彼らの家族を虐殺する」という噂も流れていた。
「国王派の亡命者と外国軍とが、革命の粉砕と市民の虐殺を狙っている。内部から呼応しかねない反革命容疑者を捕らえよ」。こうして8月30日、パリ市内で家宅捜索が行われ、約3千人の容疑者が逮捕された。しかし、特別重罪裁判所は機能していない。

## 勃発
きっかけは革命戦争において、オーストリア軍がヴェルダン要塞を陥落させ、その敗報がパリに衝撃をもたらした際に行われた、ダントンの演説である。彼は「全ては興奮し、全ては動顚し、全ては掴みかからんばかりだ。やがて打ち鳴らされる鐘は警戒の知らせではない。それは祖国の敵への攻撃なのだ。敵に打ち勝つためには、大胆さ、いっそうの大胆さ、常に大胆さが必要なのだ。そうすればフランスは救われるだろう！」と呼びかけた。これがテロリズムへの公然たる誘導となった。
9月2日の朝から反革命派狩りが始まり、パリ市のコミューンの監視委員会は全ての囚人を人民の名において裁判することを命じた。コミューンは防衛を固め、警鐘が乱打され、市門は閉じられた。義勇軍の編成が始まる。数日前から、「殺し屋」が集められていた。三色の記章をつけた赤い帽子をかぶり、緋色の上着を着た彼らは忠実に任務を果たした。「外国軍と示し合わせるために、牢屋の中で陰謀が企まれている。『反革命の陰謀』だ。やられる前に、やれ。」こうして、その日の午後から、民衆による牢獄の襲撃が始まった。牢獄は次々と襲われ、囚人は手当たり次第に引きずり出された。問答無用の殺害、あるいは略式裁判のまねごとの後、虐殺。一連の虐殺行為は監獄内の「人民法廷」での即決裁判の結果を受けて有罪の判決が下された囚人は殺害し、それ以外の者は無罪放免するという極端な形で行なわれた。

## 犠牲者
当時アベイとカルム、その他の牢獄には反革命的とされた聖職者が収容されていた。聖職者民事基本法への宣誓を拒否して囚われていた聖職者たちもいたが、政治に関係したと考えられる者は多くなかった。興奮した民衆の一群がまずアベイの牢獄に押しかけて収容されていた23人の聖職者を殺害し、ついでカルムの牢獄におもむき、150人の聖職者の大部分を殺害した。
虐殺は数日間続いた。マリー・アントワネットと運命を共にするため帰国し、逮捕されていたランバル夫人も、無残に殺された。群集は彼女の遺骸から衣装を剥ぎ取り、身体を切断し、踏みにじった。ある一団は、その頭を槍の先に刺してタンプル塔前で王妃に見せつけるという示威行為をとった。
この結果パリ市内の牢獄は空になった。数日間吹き荒れた暴力で犠牲になったものは、推計1100人から1400人。のちになって、犠牲者の4分の3はありふれた通常の犯罪者だったことが判明。犠牲者のうち本来殺害の対象となる反革命主義の政治犯は全体の4分の1にすぎなかった。
また、似たような虐殺が、前後して各地の都市でも起こった。その犠牲者の総計は150人といわれている。